# CE Dom Bosco
Der Clube Esportivo Dom Bosco, in der Regel nur kurz Dom Bosco genannt, ist ein Fußballverein aus Cuiabá im brasilianischen Bundesstaat Mato Grosso.
Aktuell spielt der Verein in der Staatsmeisterschaft von Mato Grosso.

## Erfolge
- Staatsmeisterschaft von Mato Grosso: 1958, 1960, 1963, 1966, 1971, 1991
- Staatsmeisterschaft von Mato Grosso – 2nd Division: 2014
- Copa Governador Mato Grosso: 2015

## Stadion

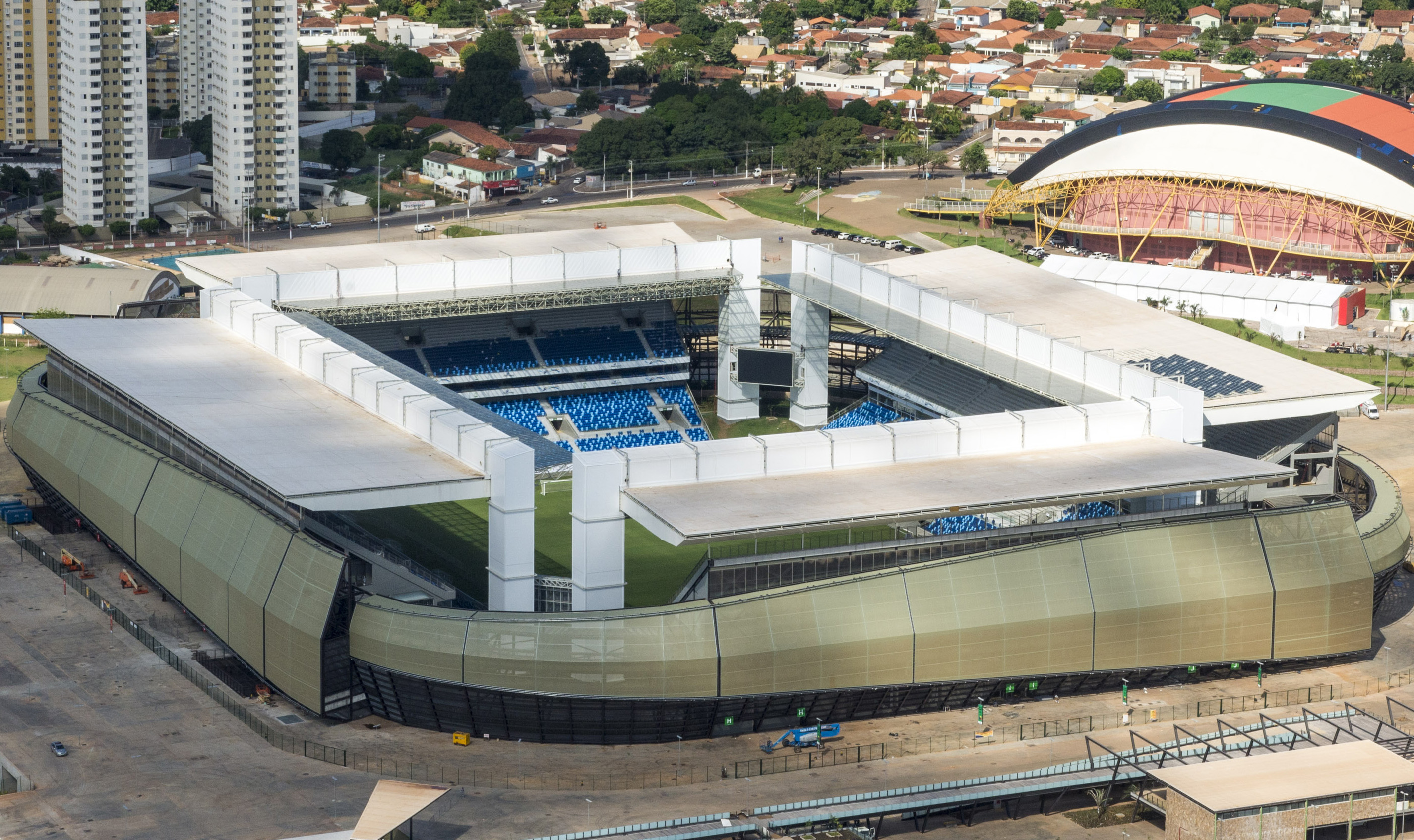
Arena Pantanal

Der Verein trägt seine Heimspiele in der Arena Pantanal in Cuiabá aus. Das Stadion hat ein Fassungsvermögen von ca. 44.000 Personen.

## Trainerchronik
Stand: 28. Juli 2021
| Trainer               | Nation    | von              | bis            |
| --------------------- | --------- | ---------------- | -------------- |
| Elias                 | Brasilien | April 2018       | ?              |
| Odil Soares de Moraes | Brasilien | 4. November 2019 | 4. Januar 2021 |
| Hugo Alcântara        | Brasilien | 2021             |                |